# Výčapy
Výčapy település Csehországban, a Třebíči járásban. Výčapy Ostašov, Třebíč, Jaroměřice nad Rokytnou, Petrůvky, Mikulovice és Horní Újezd településekkel határos. Lakosainak száma 869 fő (2024. január 1.).

## Népesség
A település lakosságának változását az alábbi diagram mutatja:
| Lakosok száma | 582  | 674  | 699  | 658  | 703  | 773  | 866  | 876  | 855  | 869  |
|               | 1869 | 1890 | 1921 | 1950 | 1980 | 2001 | 2017 | 2019 | 2022 | 2024 |